# Corona de duc

Representació heràldica d'una corona de duc

La corona de duc és la insígnia o timbre representatiu d'aquest títol nobiliari.
Està composta per un cercle d'or enriquit de pedreria, realçat de vuit florons, dels quals només se'n veuen cinc, tot sobre petites puntes del mateix metall que el cercle. El disseny és igual a la corona d'infant, però sense les perles intercalades i amb el cercle amb menys pedreria.

## Galeria